# Aconitum lamarckii
Aconitum lamarckii là một loài thực vật có hoa trong họ Mao lương. Loài này được Rchb. mô tả khoa học đầu tiên năm 1825.

## Hình ảnh

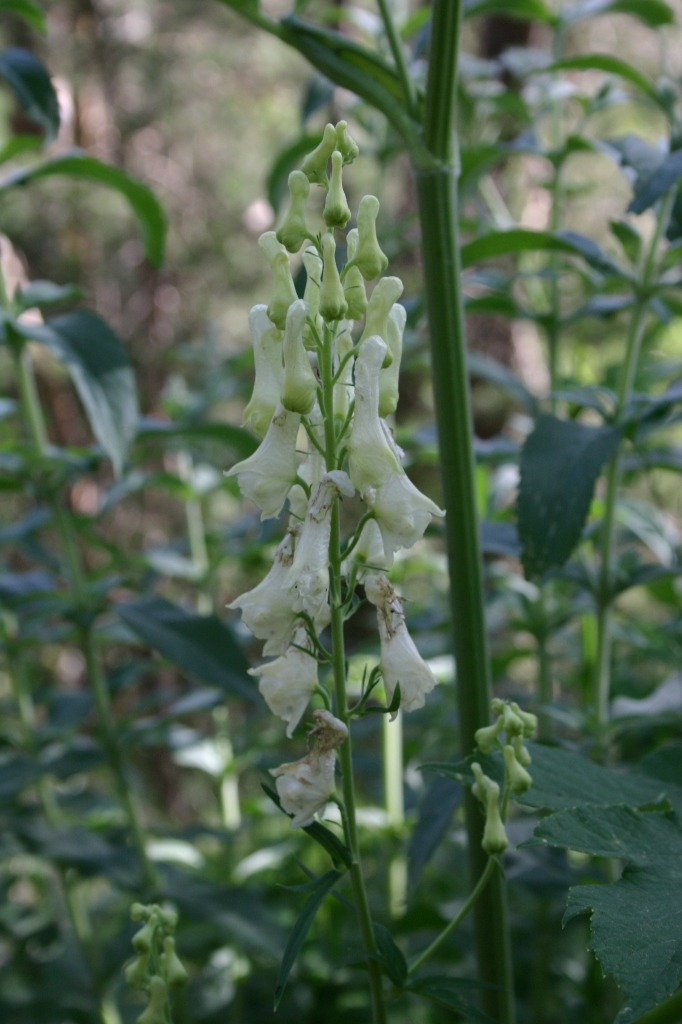